# Las Palmas, Pesquería
Las Palmas är en ort i Mexiko.   Den ligger i kommunen Pesquería och delstaten Nuevo León, i den centrala delen av landet, 700 km norr om huvudstaden Mexico City. Las Palmas ligger 362 meter över havet och antalet invånare är 189.
Terrängen runt Las Palmas är platt. Runt Las Palmas är det tätbefolkat, med 343 invånare per kvadratkilometer. Närmaste större samhälle är Ciudad Guadalupe, 18,9 km väster om Las Palmas. Trakten runt Las Palmas består i huvudsak av gräsmarker.